# جوئل پیرو
جوئل ناتان پیرو (هلندی: Jöel Piroe؛ زادهٔ ۲ اوت ۱۹۹۹) بازیکن فوتبال اهل هلند است که در پست مهاجم برای باشگاه لیدز یونایتد در لیگ برتر انگلستان و تیم ملی هلند بازی می‌کند.
منابع /@(
1. ↑  "Joel Piroe". netherlands. Retrieved 6 September 2021.